# 中島賢蔵
中島 賢蔵（なかじま けんぞう、1904年〈明治37年〉11月5日 - 1968年〈昭和43年〉8月11日）は、日本の内務官僚、政治家。官選山梨県知事、初代天理市長。

## 経歴
東京府出身。中島浅次郎の長男として生まれる。第一高等学校を卒業。1927年（昭和2年）12月、高等試験行政科試験に合格。1928年（昭和3年）、東京帝国大学法学部政治学科を卒業。内務省に入省し埼玉県属となる。
以後、内務省大臣官房文書課勤務、秋田県事務官、内務省地方局事務官、内閣調査局調査官、企画院書記官、奈良県書記官・経済部長、厚生省住宅課長、内務省地方局行政課長、同大臣官房会計課長などを歴任。
1945年（昭和20年）4月、山梨県知事に就任。戦災の対応に尽力し終戦を迎えた。同年10月、東京都計画局長に転任。1946年（昭和21年）に退官し、その後、公職追放となった。
追放解除後、1952年（昭和27年）の第25回衆議院議員総選挙の奈良県全県区に自由党から出馬するも次点で落選。1954年（昭和29年）5月20日に天理市長に無投票で当選した。同日、市長に就任した。1958年（昭和33年）4月19日に市長を退任した。同年の第28回衆議院議員総選挙でも奈良県全県区より自由民主党で出馬するが落選した。同年、北海道副知事に就任した。　

## 人物
- 趣味はスポーツ、映画、演劇[3]